# Leonardo Gigli

Firma di Leonardo Gigli (ca. 1879)

Leonardo Gigli (Sesto Fiorentino, 30 aprile 1863 – Firenze, 4 aprile 1908) è stato un chirurgo e ginecologo italiano.

## Biografia
Nato da Ottavio, politico e pedagogista romano, e dall'aristocratica Cecilia Bartolini Salimbeni, Leonardo Gigli studiò medicina e chirurgia a Firenze, nell'Istituto di studi superiori pratici e di perfezionamento. Indirizzati i suoi interessi verso la chirurgia, si laureò nel 1889. Nello stesso anno assunse l'incarico di assistente nella clinica ostetrico-ginecologica diretta da Domenico Chiara, avendo vinto il relativo concorso.
Alla morte di Chiara, nel 1891, Gigli, facendo un percorso formativo simile a quello compiuto dal toscano Vincenzo Balocchi,  lasciò Firenze per viaggi di perfezionamento: Parigi, dove frequentò le cliniche dirette dai professori Stéphane Tarnier, Adolphe Pinard e Pierre-Constant Budin, Londra e infine Breslavia, dove lavorò con Johann von Mikulicz-Radecki e poi con Heinrich Fritsch. Quest'ultimo lo nominò interno nella sua clinica ostetrica.
Osservando le sottili seghe realizzate in questa città da Härzel, fabbricante di strumenti chirurgici, Gigli ideò e sperimentò la sua invenzione, il filo-sega (sega di Gigli), uno strumento per la dieresi ossea. Nella clinica del professor Fritsch lo applicò con successo in interventi di pubiotomia, effettuando l'operazione che da allora in poi fu associata al suo nome, il taglio lateralizzato del pube (operazione di Gigli). L'operazione si rivelò particolarmente efficace per facilitare il parto in donne affette da rachitismo e più in generale in presenza di viziature pelviche, evitando così il ricorso alla sinfisiotomia o al taglio cesareo, allora più rischiosi e complessi.
Tornato a Firenze nel 1894, Gigli intraprese la carriera ospedaliera presso l'Ospedale di Santa Maria Nuova, dove assunse nel 1899 l'incarico di chirurgo interno e direttore delle medicherie esterne. Non abbandonò però le sue ricerche e nel 1901 decise di lasciare l'ospedale per dedicarsi completamente allo studio e all'attività privata. L'operazione ideata da Gigli si diffuse rapidamente in Europa, riducendo drasticamente la mortalità delle partorienti, tanto che nel 1904 Gigli poté annunciare all'XI Riunione della Società italiana di ostetricia e ginecologia in Roma che la sua tecnica era stata utilizzata positivamente in più di cento casi. In Italia però non ebbe lo stesso successo, nonostante la sua ricca attività scientifica.
Nel 1907 venne chiamato ad illustrare il suo metodo in Francia e a Dresda, dove gli vennero riconosciuti alti meriti e dove il taglio lateralizzato del pube fu fatto oggetto di quattro giorni di discussione.
Negli ultimi anni della sua vita fu sostenuto nella battaglia per il riconoscimento anche in Italia dal ginecologo e politico Luigi Maria Bossi che, venuto a conoscenza mentre era all'estero dello strumento e dell'efficacia dell'operazione, si batté per far ottenere a Gigli la libera docenza universitaria, che non ottenne mai. Leonardo Gigli morì infatti a Firenze di polmonite a soli 44 anni. È sepolto nel cimitero comunale di San Felice a Ema a Firenze.
Lo strumento chirurgico di sua invenzione, divenuto col tempo obsoleto nell'ambito chirurgico ginecologico, è tuttora usato nel campo della chirurgia ossea.

## L'archivio e la biblioteca Gigli
La biblioteca del Museo Galileo conserva un fondo archivistico ed un fondo librario che portano il nome di Leonardo Gigli.
Il primo raccoglie l'ampio carteggio familiare (circa 320 pezzi tra lettere e cartoline) e l'altrettanto ricco carteggio scientifico (circa 300 lettere), oltre a documenti che attestano la formazione professionale di Gigli e a numerosi scritti e appunti di argomento scientifico. Le carte permettono di ricostruire le vicende dell'autore, in particolare riguardo alla pratica chirurgica da lui adottata in campo ostetrico-ginecologico mediante il filo-sega.
Il secondo è formato da circa 200 opere di argomento medico e in particolare ostetrico ginecologico, principalmente in lingua italiana e tedesca.
Entrambi furono raccolti dal fratello Ottavio Gigli e donati all'Istituto e Museo di storia della scienza, oggi Museo Galileo: il fondo librario dallo stesso Ottavio nel 1954 e il fondo archivistico nel 2003 dal nipote Fulvio, insieme ad alcuni strumenti chirurgici appartenuti a suo nonno.